# Gammelbodtjärnen (Norrala socken, Hälsingland)
Gammelbodtjärnen är en sjö i Söderhamns kommun i Hälsingland och ingår i Nianån-Norralaåns kustområde.